# Potsdam
Potsdam és una ciutat alemanya, capital del land de Brandenburg, amb 146.635 habitants (2005). Situada a la perifèria sud-occidental de Berlín, a la riba del riu Havel. Fou la residència de la cort prussiana primer, i alemanya després, que hi deixà una gran empremta —per exemple, el Palau de Sanssouci, el Palau de Marbre, l'Orangerie o la Cecilienhof, on tingué lloc la Conferència de Potsdam l'any 1945. Els Palaus i els Parcs de Potsdam formen part del Patrimoni de la Humanitat de la UNESCO.

## Geografia
Potsdam està emplaçada al sud-oest de Berlín. L'àrea està formada per una sèrie de grans morrenes de l'últim període glacial. Un 75% de la ciutat és zona verda. Hi transcorre el riu Havel i hi ha una vintena de llacs, com per exemple el Griebnitzsee, el Templiner Veu, el Tiefer Veu, el Jungfernsee, el Heiliger Veu i el Sacrower Veu. El turó més alt és el Kleiner Ravensberg, amb 114 m.
Potsdam està dividida en 7 districtes urbans històrics i 9 nous Ortsteile (zones rurals), unides a la ciutat el 2003. L'aparença dels districtes urbans és bastant divergent: els districtes del nord i del centre compten amb molts edificis històrics, mentre que el sud de la ciutat és dominat per àrees residencials més grans d'edificis nous.

## Història
Potsdam va ser fundada probablement al segle vii, moment en què seria un poble eslau, anomenat Poztupimi (nom que es podria traduir com a sota els roures), centrat al voltant d'un castell. Està esmentada per escrit per primer cop el 993, i el 1317 ja consta com una ciutat petita, i ja germànica; va obtenir la seva carta de poblament el 1345. El 1573 era encara una petita ciutat de mercat de 2.000 habitants. La Guerra dels Trenta Anys (1618 - 1648) va fer que la ciutat perdés gairebé la meitat de la població.
El destí de Potsdam va canviar radicalment en ser escollida el 1660 com a residència de caça de Frederic Guillem I de Prússia, Príncep elector de Brandenburg, el nucli del potent estat que més tard esdevindria Prússia. La ciutat també va albergar aquarteraments de l'exèrcit prussià.
Amb l'Edicte de Potsdam del 1685, la ciutat esdevingué un centre d'immigració europea. La seva llibertat religiosa va atraure persones provinents de França (hugonots), Rússia, els Països Baixos, i Bohèmia. L'edicte va permetre un ràpid creixement de població i la recuperació de l'economia.
Més tard la ciutat va ser adoptada com a residència de la família reial prussiana. La majoria d'edificis majestuosos foren construïts durant el regnat de Frederic el Gran. Un d'aquests edificis és el Palau de Sanssouci (en francès, "sense preocupacions") de Georg Wenzeslaus von Knobelsdorff, famós pels seus jardins i interiors d'estil rococó. El complex reial inclou altres edificis com el Neues Palais i l'Orangerie.
Berlín fou la capital oficial de Prússia primer i de l'Imperi alemany després, però la cort reial romangué a Potsdam, on s'establiren molts funcionaris governamentals. El 1914 l'Emperador Guillem II va signar la declaració de Guerra al Palau Nou de Potsdam. La ciutat perdé l'estatus de segona capital el 1918, quan al final de la Gran Guerra, Guillem II abdicà.
El 21 de març de 1933 tingué la cerimònia simbòlica de presa de possessió com a canceller alemany d'Adolf Hitler davant el President Paul von Hindenburg, a l'església de la Guarnició, simbolitzant la coalició entre les forces armades alemanyes (Reichswehr) i el nazisme.
Durant la Segona Guerra Mundial, Potsdam fou severament malmesa a conseqüència dels atacs aeris aliats. Després de signar-se la capitulació alemanya, el Cecilienhof fou l'escenari de la Conferència de Potsdam, del 17 de juliol al 2 d'agost de 1945, en la qual els dirigents aliats (Harry S. Truman; Winston Churchill, succeït per Clement Attlee; i Stalin) decidiren la divisió d'Alemanya i el futur de la postguerra d'Europa en general. La conferència acabà amb l'acord de Potsdam i la Declaració de Potsdam.
El govern de l'Alemanya de l'Est va decidir esborrar l'herència prussiana de la ciutat, ja que la considerava l'origen del militarisme que va provocar les dues guerres mundials. Bona part de la trama urbana històrica fou eliminada, i molts edificis històrics, alguns d'ells seriosament malmesos durant la guerra, foren enderrocats.
Potsdam feia frontera amb Berlín Occidental, connectada per mitjà del pont de Glienicke sobre el riu Havel, que fou escena d'alguns intercanvis d'espies durant la Guerra Freda. La construcció del Mur de Berlín no només va aïllar Potsdam del Berlín Occidental, sinó que també doblà el temps de comunicació amb el Berlín Oriental.
Després de la reunificació alemanya, Potsdam esdevingué la capital del nou Länder de Brandenburg, i s'inicià la reconstrucció de l'aspecte original de la ciutat anterior a la guerra, i entre els edificis reconstruïts o en projecte de reconstrucció, destaquen el Palau de la Ciutat i l'església de la Guarnició.

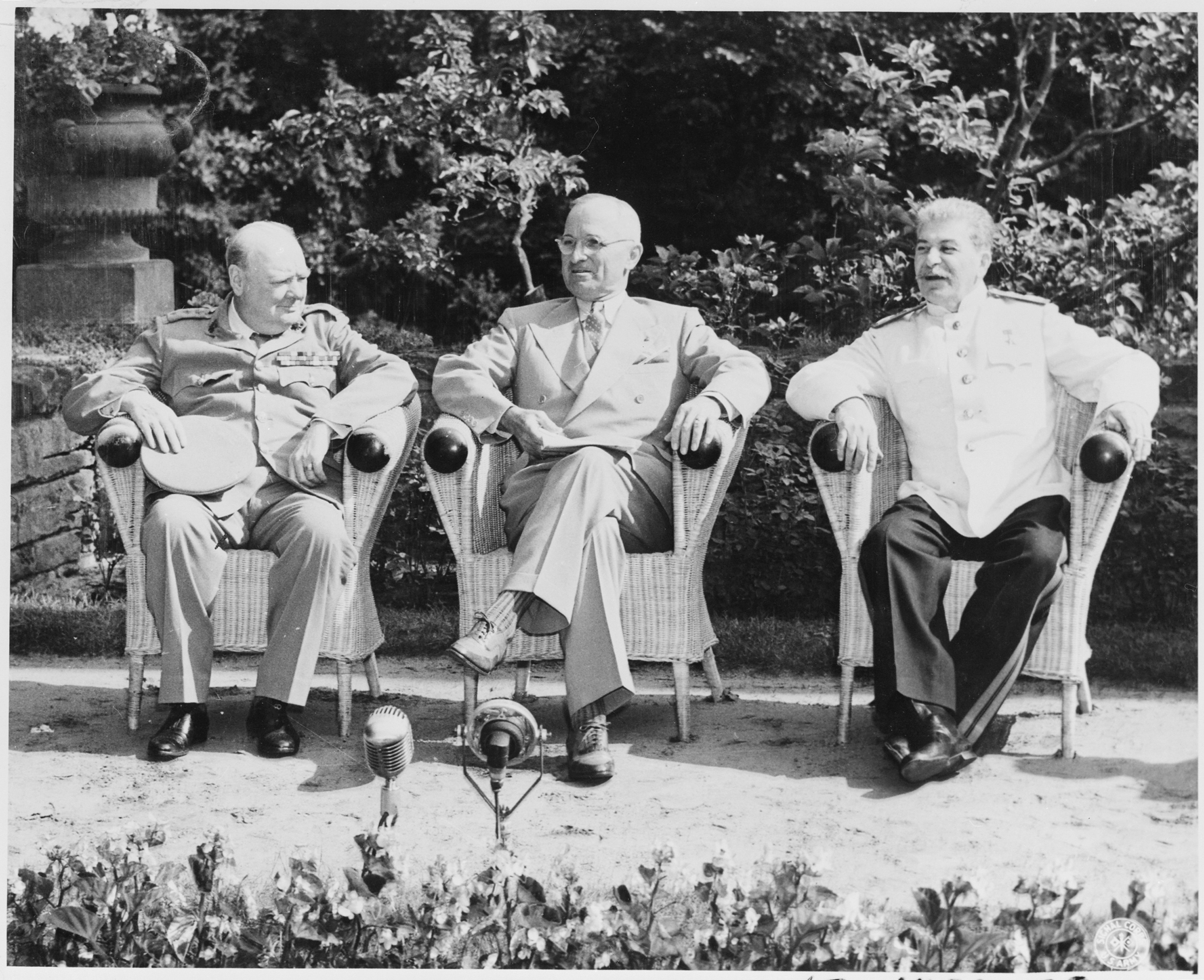
Conferència de Potsdam al 1945.

## Personatges il·lustres
- Wilhelm Windelband, filòsof.
- Theodor Rode, compositor i musicògraf.
- Robert Goldbeck (1839-1908), compositor musical.
- Ludwig Wilhelm Maurer (1789-1878); violinista, director d'orquestra i compositor.
- Heinrich Joseph Baermann (1783-1847), compositor i clarinetista.